# LTV
LTV (англ. loan-to-value ratio) — відсоткове співвідношення основної суми кредиту та оціночної вартості активу, що є його забезпеченням (заставою). Коефіцієнт LTV зазвичай обчислюється діленням суми кредиту на оцінювану вартість його забезпечення. Наприклад, коефіцієнт в 80% вимагає, щоб сума заборгованості була не більше 80% від ринкової вартості застави.

## Ризик
Співвідношення суми кредиту до вартості нерухомості є одним з ключових факторів ризику, які кредитори оцінюють при прийнятті рішення про надання іпотечного кредиту. Ризик дефолту завжди є пріоритетним фактором при прийнятті рішення про надання кредиту, і ймовірність того, що кредитор зазнає збитків, зростає із зменшенням суми власного капіталу. Тому, коли коефіцієнт LTV кредиту збільшується, вимоги до позичальників за певними іпотечними програмами стають набагато суворішими. Кредитори можуть вимагати від позичальників з високим коефіцієнтом LTV придбати іпотечне страхування, щоб захистити себе від дефолту покупця, що збільшує вартість іпотеки.